# ویکتور سوتومایور
ویکتور سوتومایور (انگلیسی: Víctor Sotomayor؛ زادهٔ ۲۱ ژانویهٔ ۱۹۶۸) بازیکن فوتبال اهل آرژانتین است.
از باشگاه‌هایی که در آن بازی کرده‌است می‌توان به باشگاه فوتبال هلاس ورونا، باشگاه فوتبال ولز سارسفیلد، و باشگاه فوتبال زوریخ اشاره کرد.
وی همچنین در تیم ملی فوتبال آرژانتین بازی کرده‌است.